# Intrusion lumineuse
On parle d'intrusion lumineuse lorsqu'une source de lumière (luminaire, éclairage publicitaire, spots, pinceau lumineux de phare, canon à lumière, rayon laser, etc.) pénètre dans l'habitation de riverains de cet éclairage, ou dans des élevages, zoos, etc. où la lumière peut respectivement gêner le sommeil des habitants ou perturber le système hormonal des animaux, en particulier via la mélatonine.

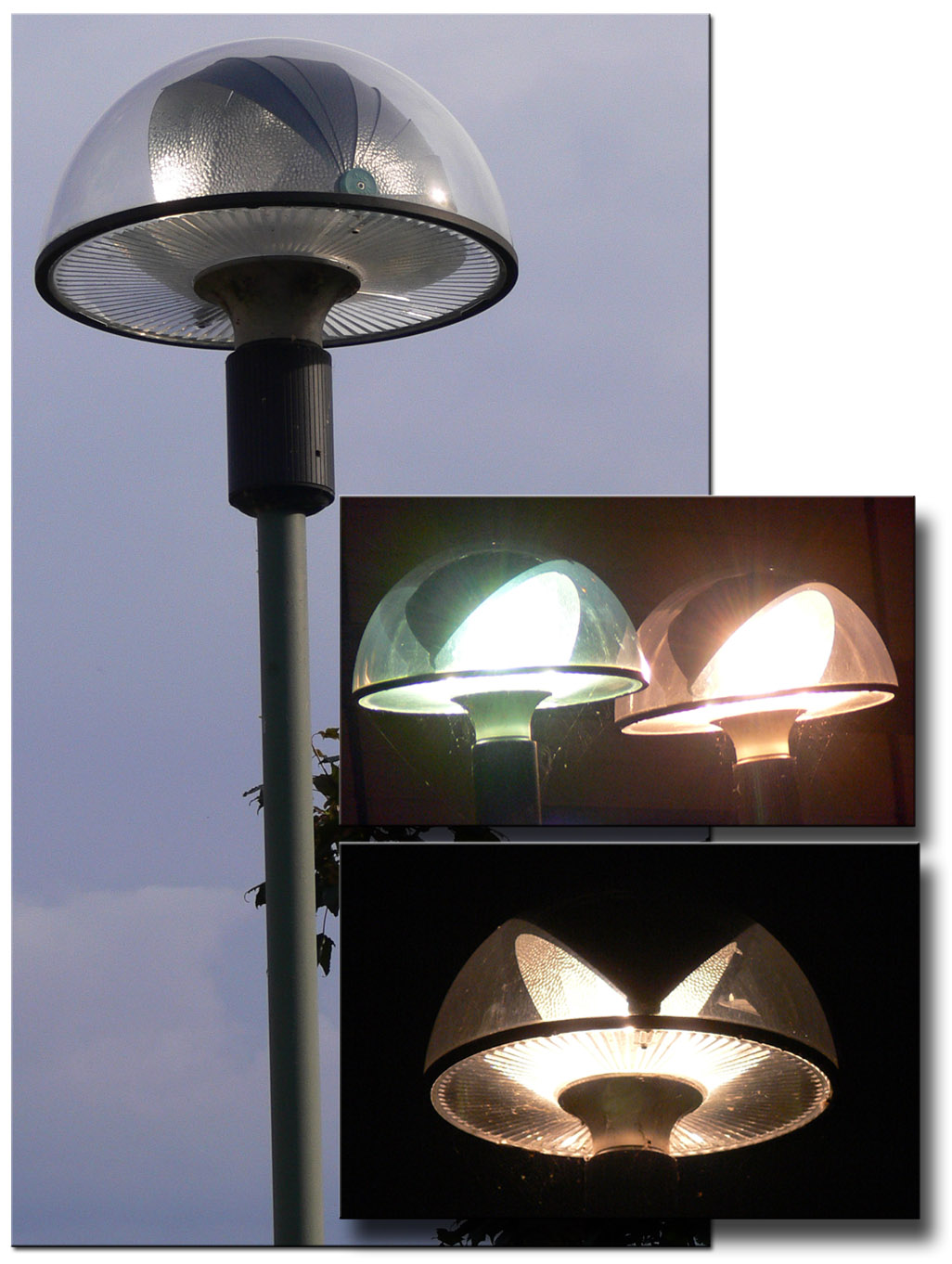
De nouveaux luminaires permettent en orientant le flux de lumière de limiter l'intrusion lumineuse, mais ils peuvent encore contribuer au halo lumineux ou à la pollution lumineuse si les lampes sont puissantes et émettent de la lumière blanche

Se protéger de l'intrusion lumineuse par des volets ne permet plus au cerveau et au corps de synchroniser leur rythme chronobiologique sur le rythme saisonnier.
Un des arguments en faveur de mesures de réduction de cette nuisance est que celles-ci permettent d'importantes économies d'énergie, qui rentabilisent les investissements nécessaires.

## Législation
Dans la plupart des pays, la législation n'a pas pris en compte ces questions.

### En France
La Loi sur l'Air impose théoriquement une étude des impacts sur la santé des aménagements soumis à étude d'impact, mais les impacts de l'éclairage (comme ceux de la pollution lumineuse) y sont rarement étudiés. Un projet de loi déposé par Nathalie Kosciusko-Morizet en tant que Députée avant qu'elle soit nommée mi 2007 secrétaire d'État chargée de l'écologie[pas clair].

### En Italie
Une  « loi lombarde » a été votée [Quand ?] après une pétition signée par 25 000 citoyens exigeant des actions contre les éclairages artificiels extérieurs gênants, envahissants ou intrusifs.

### En République tchèque
Une loi ( « Protection of the Atmosphere Act » en anglais) validée par la chambre des Députés et le Sénat puis signé par le Président Vaclav Havel le 27 février 2002 est entrée en vigueur en juin 2002. Elle impose aux citoyens et organismes de prendre des mesures pour limiter l'intrusion lumineuse en rabattant la lumière vers le sol, et définit « la pollution lumineuse » en tant que « toute forme d’illumination par un éclairage artificiel, qui serait dispersée hors des zones qui doivent être éclairées, en particulier si dirigé au-dessus du niveau de l'horizon ». Les citoyens, administrations, industriels, commerçants.. contrevenant à cette loi risquent des amendes allant de 500 à 150 000 couronnes tchèques.

### Au Royaume-Uni
Ce pays s'est également doté d'une loi criminalisant l'intrusion lumineuse, avec dérogation pour certaines sources d'éclairage (aéroport, armée, police..)

## Impacts sur la santé

### Insomnie
Des insomnies peuvent être induites par l'exposition à la lumière, avec une sensibilité variant selon les individus.
L'AFE (Association Française de l'Éclairage) reconnaît que l'intrusion « peut perturber psychologiquement les habitants concernés et particulièrement lorsqu’il s’agit d’une chambre », mais ne remet pas en cause la pertinence de l'éclairage incriminé : « dans ce cas, les volets ou rideaux opaques sont les solutions les plus simples à mettre en œuvre ».

### Myopie?
Des études - discutées - ont laissé entendre que les enfants exposés à la lumière la nuit ont plus de risque de devenir myope une fois devenu adultes[réf. nécessaire].

### Facilitation de cancers
Le Centre international de recherche sur le cancer (Circ) a fin 2007 classé le travail de nuit comme «probablement cancérogène pour l’homme» (groupe 2A). Ce centre référent de l’OMS s'est basé sur des données épidémiologiques montrant un risque plus élevé de cancer du sein chez les femmes qui travaillent de nuit (en particulier infirmières et hôtesses de l'air).
Des études sur les animaux ont montré que l'éclairage perturbait la production de mélatonine, et qu'une lumière constante, même faible la nuit, ou un décalage horaire simulé pouvait significativement augmenter le risque de tumeurs[source insuffisante].